# Evaton
Evaton è una cittadina a nord di Sedibeng nella regione di Emfuleni di Gauteng, in Sudafrica. È stata fondata nel 1904. Come altri comuni della zona, Evaton è stata colpita dai violenti disordini scoppiati nel 1984 e nel 1985 per i quali è stato imposto lo stato di emergenza. 

## Comuni limitrofi
Le città vicine includono Sebokeng, Orange Farm, Boipatong, Sharpeville, Small Farms, Boitumelo, Polokong, Golden Gardens, Palm Springs e Lakeside. 

## Progetto di rinnovamento di Evaton
L'Evaton Renewal Project è un progetto del governo volto a "rinnovare" o rigenerare Evaton, per migliorare la qualità della vita della sua comunità. Le aree prioritarie di questo progetto includono: lo sviluppo di infrastrutture, come il rifacimento del manto stradale e la costruzione di marciapiedi; lo sviluppo dell'economia locale attraverso la creazione di posti di lavoro e progetti di piccole, micro e medie imprese (SMME), come il taglio dell'erba e l'allestimento di orti e agricoltura su piccola scala. Il progetto è ancora in corso ma a un ritmo molto lento. 